# Следж-хокей
Санний хокей або следж-хокей (від англ. Sledge, амер. Sled — сани) — різновид хокею на льоду. Розроблений у Швеції на початку 1960-х років спеціально для людей з обмеженими можливостями в одному з реабілітаційних центрів у Стокгольмі. Став Паралімпійським видом спорту 1994 року. Поточним (на початок ігор у Сочі) чемпіоном є команда США.

## Історія

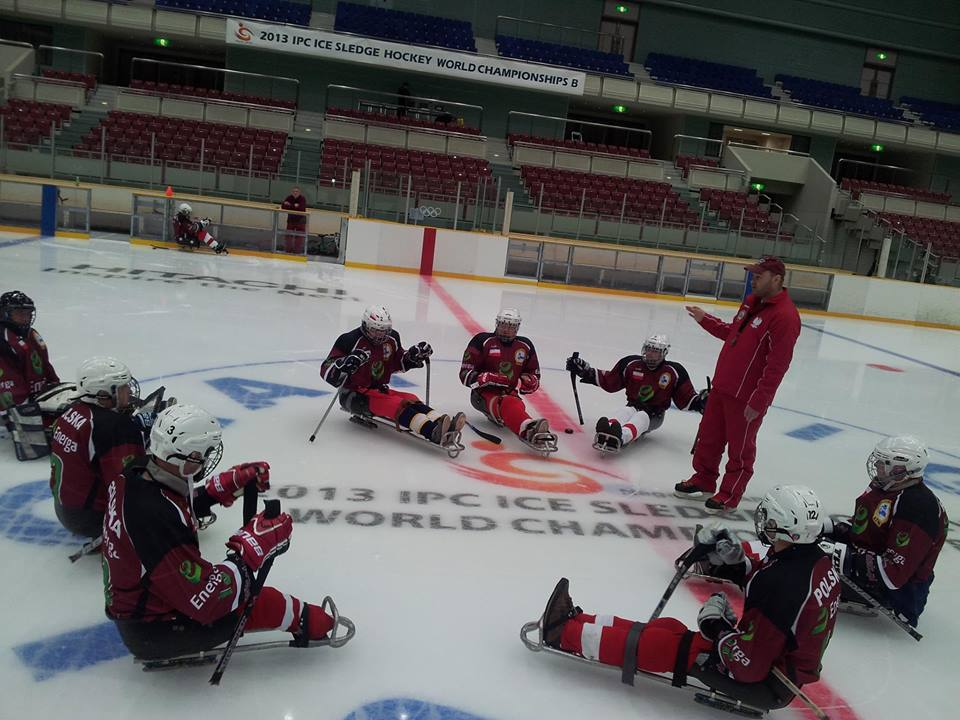
Владислав Мінцевич з польською збірною на Чемпіонаті Світу в Нагано

Следж-хокей виник на початку 1960-х років у Швеції, в місті Стокгольм. У 1969 році в місті вже з'явилася следж-хокейна ліга з п'яти команд, де виступали як гравці з фізичними порушеннями, так і фізично здорові. 1969 року до Стокгольму прибула команда з Осло, відбувся матч між ними, який став першим міжнародний матч з следж-хокею. Незабаром следж-хокей почав розвиватися в інших країнах.
На зимових Паралімпійських іграх 1976 року був зіграний один показовий матч з следж-хокею, а починаючи з зимових Паралімпійських ігор 1994 року цей вид спорту регулярно входить у програму зимових Паралімпіад. З 1996 року проводяться чемпіонати світу із следж-хокею.
По всьому світу, спочатку у Великій Британії, Канаді, а потім у США, Естонії та Японії, следж-хокей почав з'являтися у 80-і роки.
В Україні ця дисципліна спорту пов'язана з іменем киянина Владислава Мінцевича, який з 2012 по 2015 очолював польську збірну команду следж-хокею, також був головним тренером польської команди «Атак» з міста Ельблонг. У Харкові асоціацією зимових видів спорту України та МХК «Витязь» почались проводитись тренування ветеранів АТО, а також всіх бажаючих, у новоствореній та поки єдиній в Україні команді зі следж-хокею. Тренування проходять на льодовій арені «Айс Холл». На Іграх в Сочі очікується в три рази більше учасників, ніж у Ванкувері. Починаючи з суботи 8 березня, рекордні для зимових Ігор 72 комплекти нагород розіграють в п'яти видах спорту 1650 атлетів з 45 країн-учасниць. Завершаться Паралімпійські ігри в неділю 16 березня.

## Правила
Всі основні правила хокею на льоду діють і у санному хокеї. Специфіка гри продиктована особливостями гравців, які позбавлені можливості вільно пересуватися двоніж. Спортивне обладнання, крім стандартної для хокею захисту, складається з саней з двома полозами (під ними вільно повинна проходити шайба, а коліна, ступні, щиколотки та стегна спортсмена закріплюються ременями), та двох ключок до метра завдовжки — по одній в кожній руці. Один кінець ключки використовується безпосередньо для гри з шайбою, а інший дозволяє пересуватися та маневрувати на льоду, відштовхуючись від льоду.
Перші офіційні правила були прийняті у 1990 році і в даний час следж-хокей розвивається дуже швидкими темпами, набираючи популярність не тільки серед спортсменів-інвалідів, а й звичайних людей.

## Екіпірування гравців

### Сани
Рама

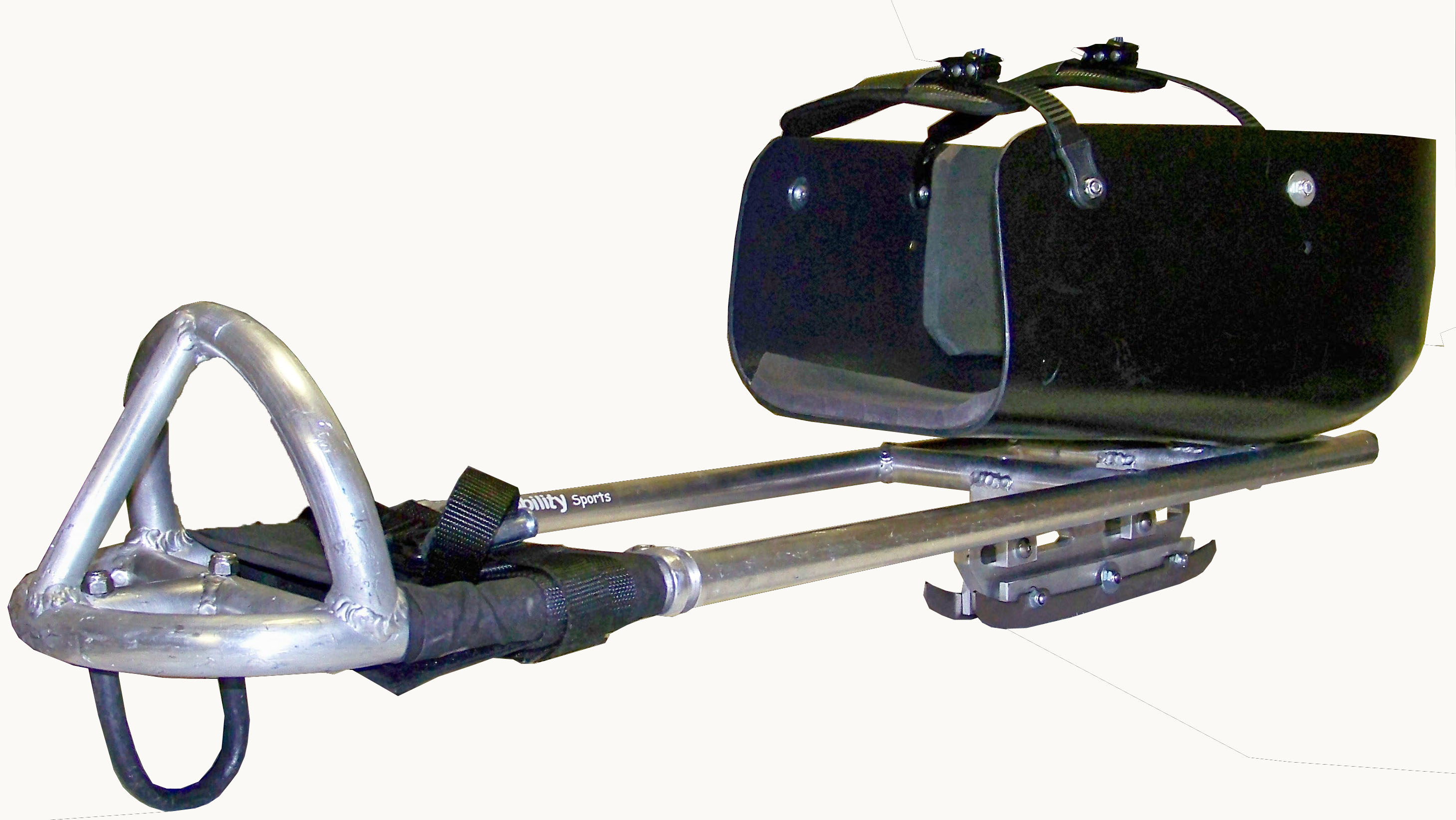
Санки для следж-хокею

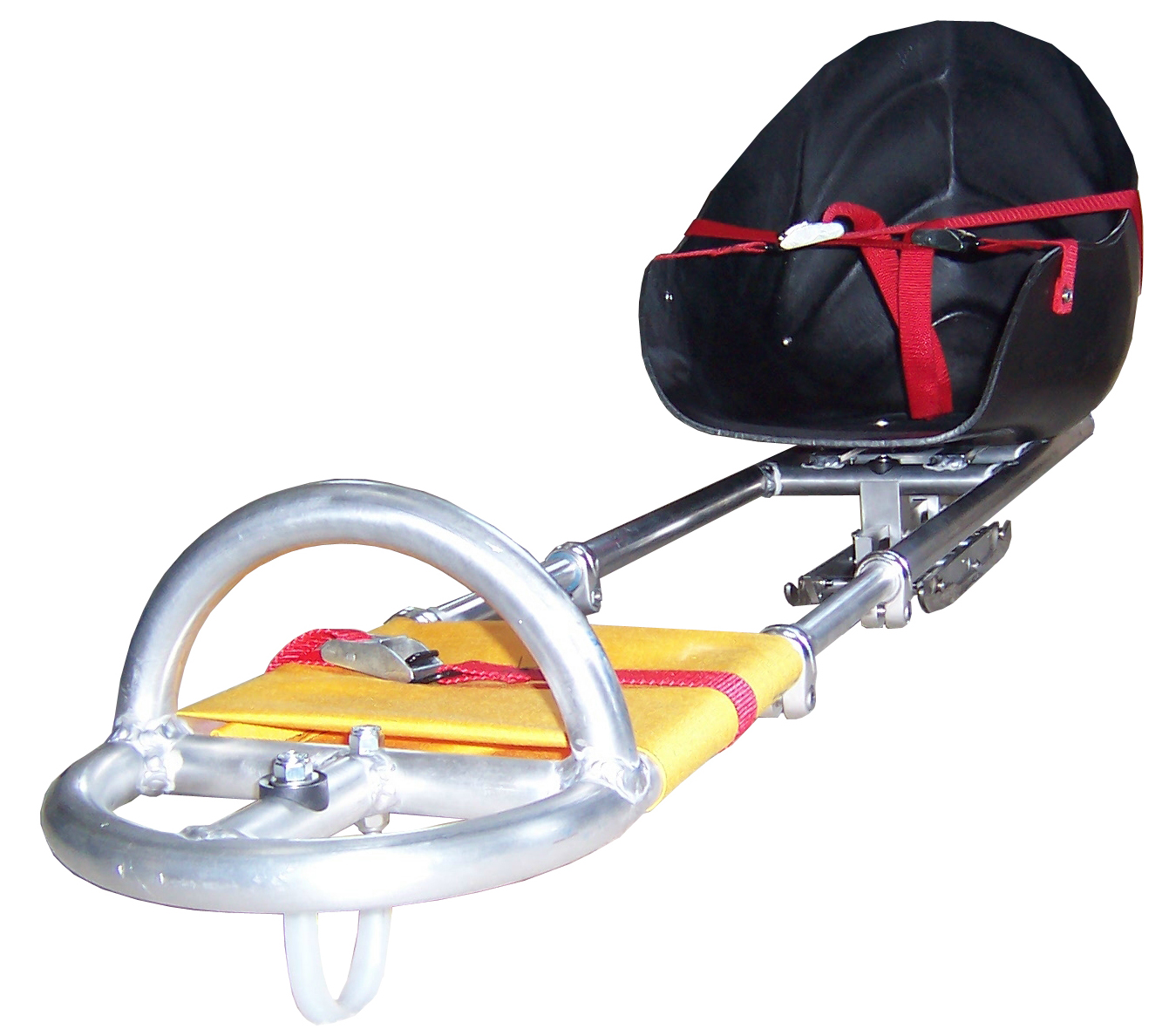

- Рама саней повинна бути виготовлена з твердженого матеріалу: сталі, алюмінію, титану та магнію. Вона повинна бути циліндричної форми діаметром не менше 1,5 см і не більше 3 см.
- Ширина між основними бічними частинами рами повинна бути не менше 15 см (вимірюється з зовнішньої сторони рами) та не більше, ніж ширина сидіння саней. Бічні частини рами можуть звужуватися під сидінням на конус для розміщення ковзанів; кут конуса не повинен перевищувати 45 градусів. Рама може виступати за задню частину сидіння не більше ніж на 1 см. Фіксатор ковзана може розташовуватися в задній частині рами, проте, рама повинна виступати за край ковзана на 1 см.
- Передня частина рами повинна являти собою протяжну частину дуги з максимальним радіусом у половину (1/2) внутрішньої ширини рами (вимірюється найбільш широка частина перед сидінням).
- Рама може мати максимум чотири поперечних планки і одну планку підніжки, що розташовується попереду сидіння. Поперечні планки можуть бути квадратної або циліндричної форми діаметром не менше 1,5 см і не більше 3 см.
- Висота основної рами, яка вимірюється від поверхні льоду до основи рами, повинна бути мінімум 8,5 см і максимум 9,5 см.
- Сидіння гравця може міститися на фіксаторі ковзана, якщо воно не розташовується нижче 5 см від поверхні.
- Для спортсменів з двосторонньою ампутацією рама повинна бути:

1. Довжиною 80 см.
2. Мати передній полоз мінімальною довжиною у 10 см.

Сидіння
- Сидіння повинно бути виконано з відповідного матеріалу і не мати гострих кінців (кінці закруглені). Рама може виступати за задню частину сидіння не більше ніж на 1 см.
- Максимальна висота від основи сидіння до поверхні льоду — 20 см. Вимірювання проводиться від поверхні льоду до найнижчої точки основної частини сидіння.
- Знімні, чи фіксовані подушки сидіння, або комбінація їх обох, не повинна перевищувати 5 см у висоту, а також виходити за межі сидіння.
- Ніякий зовнішній захист чи виступ за задньою частиною сидіння не повинна перевищувати 1 см.
- Для забезпечення безпеки ніг, щиколоток, колін та стегон гравців можуть використовуватися ремені і / або липкі стрічки.

### Ключка польового гравця
Ключка повинна бути виготовлена з дерева або іншого матеріалу, такого, як вуглецева сталь, алюміній, скловолокно або пластик. Вона не повинна мати будь-яких нерівностей і всі кути повинні бути округлені. Липка, не флюоресцентна стрічка будь-якого кольору може бути обгорнута навколо ключки у будь-якому місці.
Розміри ключки
- Максимальна довжина — 100 см від п'яти до кінця палиці.

Палиця ключки
- Мінімальна ширина — 2 см
- Максимальна товщина — 2,8 см

Гак клюшки
- Максимальна довжина — 32 см від п'яти до кінця гака
- Максимальна ширина — 7,5 см

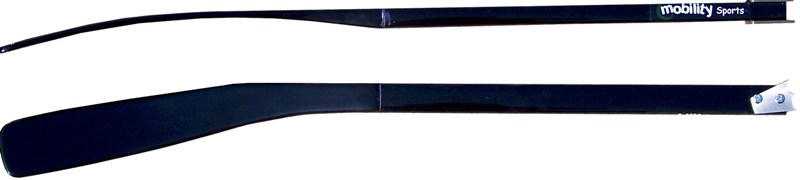
Ключка для следж-хокею

Гак ключки гравця може бути загнутий. Загин крюка ключки повинен бути обмежений таким чином, щоб відстань перпендикулярної лінії, що вимірюється від прямої лінії, проведеної з будь-якої точки п'яти до кінця гака ключки, не перевищувало б 1,5 см.
П'ята ключки
Глибина зубців п'яти не повинна перевищувати 4 мм. П'яти повинні кріпитися до нижнього або потовщеного кінця палиці, та не закінчуватися одним вістрям, а мати не менше 6 зубців рівної довжини (мінімум 3 на кожній стороні) для того, щоб уникнути пошкодження поверхні льоду.
Кожен зубець п'яти не повинен мати конічну форму або закінчуватися гострим кінцем у формі голки, щоб уникнути колючих ран або можливих порізів, як навмисних, так і випадкових. П'ята може бути виконана з будь-якого міцного матеріалу, включаючи сталь, та повинна бути не довшою за 10,2 см. П'ята не повинна виступати за край суцільної частини ключки більш ніж на 1 см. П'ята може бути скошена, але не повинна перевищувати 1 см під будь-яким кутом. Мінімальна товщина п'яти — 3,20 см

### Ключка брамкаря
Ключка повинна бути виготовлена з дерева або іншого матеріалу, такого, як алюміній, скловолокно чи пластик. Вона не повинна мати будь-яких нерівностей, а всі кути повинні бути округлені. Липка, не флюоресцентна стрічка будь-якого кольору може бути обгорнута навколо ключки в будь-якому місці.
Розміри палиці
- Максимальна довжина — 100 см вимірюється по центральній лінії
- Мінімальна ширина — 2 см
- Максимальна товщина — 2,8 см

Розміри гака
- Мінімальна довжина — 30 см
- Максимальна довжина — 38 см від п'яти до кінця гака
- Максимальна ширина — 9 см

Гак ключки брамкаря може бути загнутий. Загин гака ключки повинен бути обмежений таким чином, щоб відстань перпендикулярної лінії, що вимірюється від прямої лінії, проведеної з будь-якої точки п'яти до кінця ключки, не перевищувало б 1,5 см. Гак ключки брамкаря може мати додаткову п'яту на гаку, що не перевищує 1 см, розташовану під кутом у 90 градусів на потовщеному кінці палиці для полегшення рухів назад і вперед у брамці.